# Anna Braude Heller
Anna Braude Heller (Varsóvia, 6 de janeiro de 1888 – 19 de abril de 1943) foi uma médica pediatra polonesa.
De origem judaica, foi enviada para o Gueto de Varsóvia após a anexação da Polônia pela Alemanha, durante a Segunda Guerra Mundial, onde trabalhou como médica em hospitais do gueto. Tanto na Primeira Guerra quanto na Segunda, Heller lutou para manter hospitais infantis abertos em meio aos conflitos, entendendo que crianças precisavam de cuidados diferentes daqueles ministrados a adultos. Trabalhou para arrecadar fundos e manter o Berson and Bauman Children's Hospital para crianças judias, em Varsóvia, aberto. Quando a instituição foi reaberta, em 1930, Anna tornou-se sua médica-chefe e membro do conselho administrativo.
Quando a guerra atingiu a Polônia mais uma vez durante a Segunda Guerra Mundial, o hospital foi invadido por soldados feridos e, quando um bombardeio iniciou um incêndio, Heller evacuou 100 crianças para apartamentos próximos e manteve os padrões de atendimento, apesar do caos e da superlotação. Embora ela tenha evitado a deportação imediata em 1943, ela foi morta pouco depois, quando soldados alemães invadiram o Gueto de Varsóvia.

## Biografia
Heller nasceu na capital polonesa, em 1888. Era filha de Aryeh Leib Broddo, de Grodno, e de Tauba Litwin, de Bialystok. Era a filha mais velha entre as quatro meninas do casal. Seu pai era um próspero comerciante e sua mãe o ajudava na loja. Heller foi criada em uma família aberta e tradicional. Seu pai era religioso, mas muito liberal em sua visão sobre o judaísmo. Os pais falavam iídiche entre si e polonês com os filhos. Heller era uma excelente aluna, de opiniões fortes, com sensibilidade especial para as necessidades dos outros.
Cursou o ensino básico em uma escola para meninas em Varsóvia. Depois de concluir a 6ª série, continuou os estudos em casa, até passar nas provas para matrícula no então ensino secundário, na primavera de 1906. No outono do mesmo ano, ela viajou para Genebra, onde ingressou na Faculdade de Ciências Sociais, mas logo Heller se mudou para Zurique, para cursar medicina.
Pouco antes de concluir o curso, Heller se mudou para Berlim e em 1912 concluiu a faculdade de medicina. Decidida a se especializar em pediatria, Heller foi para a São Petersburgo para obter a licença médica. As provas foram difíceis, pois Heller não teve permissão para permanecer na cidade durante todo o período de provas, de quatro semanas, pois judeus eram proibidos de residir fora da Zona de assentamento judeu na Rússia, a menos que tivessem uma permissão especial. Assim, ela teve que morar ilegalmente na cidade e mudar de hospedagem todas as noites.

## Carreira
Em seu primeiro ano como médica pediatra, Heller trabalhou em aldeias russas. De volta à Polônia em 1913, Heller abriu o Sanatório Infantil Włodzimierz Medem, em Otwock e trabalhou para a Central Yiddish School Organization (TSYSHO). Com sede em Varsóvia, a TSYSHO mantinha uma rede de escolas primárias, secundárias e seminários para professores. Ainda em Genebra, Heller envolveu-se com círculos socialistas, que compartilhavam de seu interesse por justiça social, e ela se tornou membro do General Jewish Labour Bund da Polônia. Ainda que se identificasse com o povo judeu, Heller também nutria sentimentos patrióticos pela Polônia.
Heller trabalhou no hospital judeu de Varsóvia, no departamento de medicina interna e neurologia. Pouco antes da eclosão da Primeira Guerra Mundial, Heller começou a trabalhar no Berson and Bauman Children's Hospital, que acabara de abrir. O hospital fora estabelecido com fundos doados pelos Bersons, uma família de comerciantes judeus; quando a doação se mostrou insuficiente para concluir a construção do prédio, a filha, Paulina Berson Bauman, doou o restante. O hospital abriu suas portas em 1915 com apenas vinte e quatro leitos, mas em pouco tempo expandiu para cem leitos. Ao longo dos anos, doadores adicionais permitiram ao hospital adicionar várias novas alas, que levavam seus nomes.
O hospital estabeleceu padrões para o atendimento de crianças, algo pioneiro na época, enfatizando a necessidade de diferenciar entre o tratamento de crianças e adultos. Mas durante a Primeira Guerra Mundial, o hospital teve que fechar por falta de fundos.
Casada em 1916 e tendo largado o emprego no hospital para cuidar dos filhos, Heller trabalhou em várias clínicas pela cidade, além de ter papel ativo na fundação da Children's Friends Society em 1916. Um dos objetivos dessa sociedade era a reabertura do hospital infantil. Heller desenvolveu e aplicou projetos sociais voltados para crianças, além de oferecer tratamento psicológico em uma clínica de aconselhamento especial que a Children's Friends Society ajudou a estabelecer na cidade.
Durante a década de 1920, Heller visitou hospitais infantis em vários países europeus e voltou determinada a conseguir o financiamento necessário para reabrir o Hospital Berson-Bauman. Mesmo depois que o Comitê Conjunto de Distribuição respondeu aos seus apelos, alocando dinheiro para reformar o prédio e restabelecer o hospital, Heller persistiu em seus esforços para garantir fundos adicionais.
O hospital foi reaberto em 1930 e era considerado o hospital infantil mais avançado da Polônia. Heller foi indicada para médico-chefe e membro do conselho de administração.

## Segunda Guerral Mundial

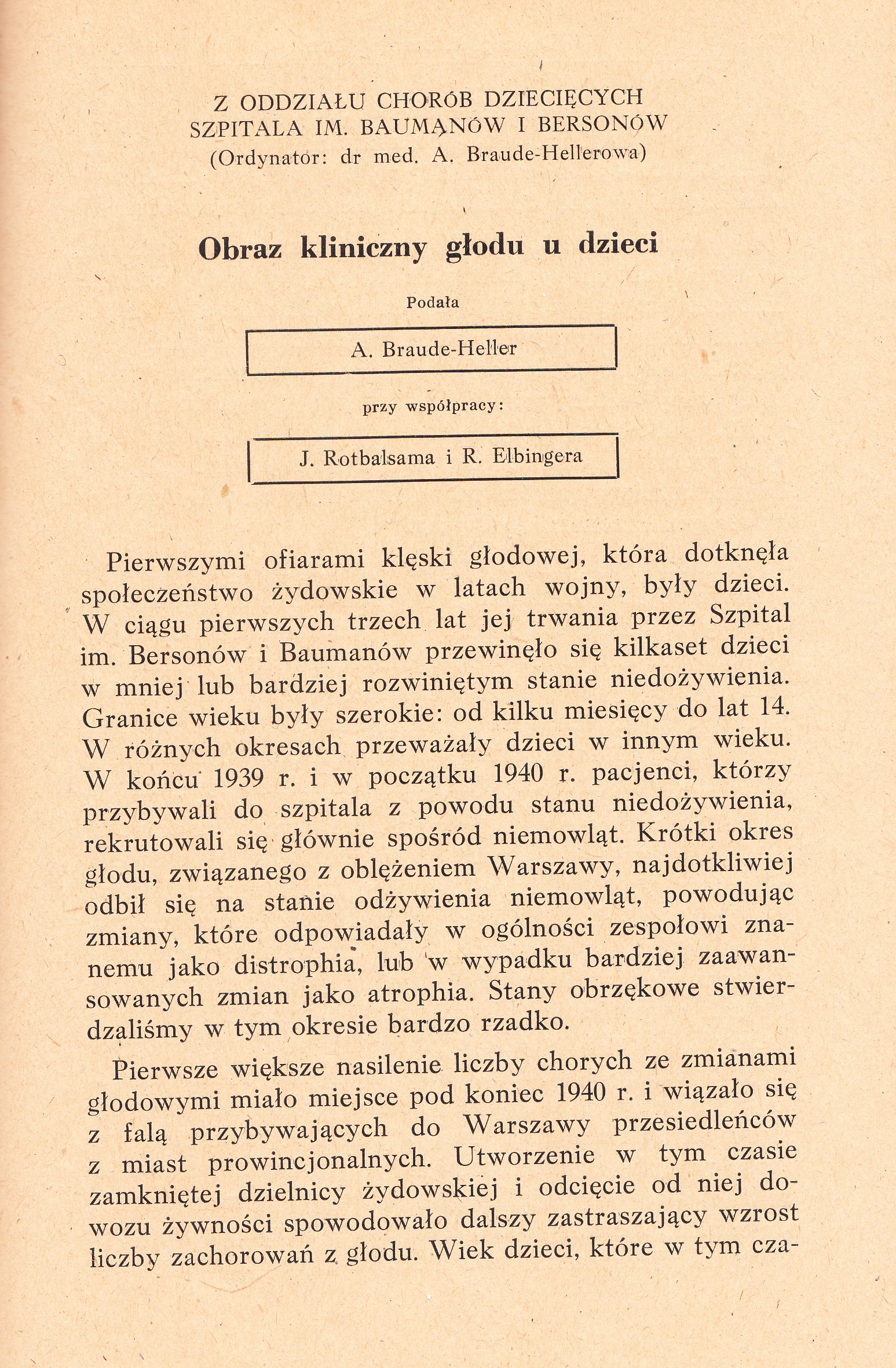
Primeira página do artigo de Anna Braude Hell publicado no estudo sobre a fome no Gueto de Varsóvia, 1942, American Joint Distribution Committee, Varsóvia 1946

Com a eclosão da Segunda Guerra Mundial, o hospital se viu na linha de frente dos conflitos, removendo e tratando os feridos da cidade. Os adultos foram enviados para lá, pois outros hospitais da cidade foram danificados por bombardeios. Heller mudou-se para o hospital, trabalhando dia e noite para tratar de crianças e adultos. Quando ocorreu um incêndio em uma das alas como resultado de um bombardeio, Heller, com a ajuda de sua equipe, transferiu cerca de cem crianças para um apartamento particular cujos proprietários estavam dispostos a acolhê-las.
Com a chegada dos alemães à cidade, as condições do hospital pioraram. Foi proibido tratar pacientes não judeus e os fundos de saúde foram ordenados pelas autoridades alemãs a cortar o apoio financeiro. O hospital tornou-se dependente das instituições judaicas e de doações individuais para manter as portas abertas.
A criação do Gueto de Varsóvia aprofundou a crise, apesar do hospital estar localizado nos limites do gueto e poder manter o uso de suas instalações. As difíceis condições de vida e falta de saneamento e esgoto dentro do gueto e a fome severa que afligia a maioria dos habitantes, levaram a epidemias de tifo e várias doenças infantis. Dezenas de crianças chegavam ao hospital, feridas por tiros ou golpes de soldados e policiais alemães e poloneses. Crianças ficavam feridas em acidentes em casas e pátios e em tentativas de passar para o lado ariano para contrabandear comida para o gueto. O hospital recebia um número crescente de pacientes e não havia espaço suficiente para abrigar todos eles. Os poucos recursos impossibilitavam o tratamento adequado. As taxas de mortalidade foram altas, apesar do trabalho do pessoal médico e de apoio.
Heller continuou seu trabalho mesmo com a cidade sendo controlada pelos nazistas. Realizava visitas a seus pacientes duas vezes ao dia, preenchia relatórios e fazia a manutenção dos registros médicos. Supervisionava a lavanderia e as trocas de roupas de cama e roupas, condição que se tornou insustentável devido às condições de sobrelotação, à necessidade de colocar várias crianças numa mesma cama, à falta de roupa de baixo e à fragilidade das crianças, que muitas vezes não conseguiam controlar as suas funções do corpo.
Heller também era membro do Conselho de Saúde estabelecido pelo Judenrat e do Departamento de Saúde, tendo participado de estudos médicos realizados no gueto, principalmente relacionados à influência da fome no corpo e às mudanças físicas resultantes. Os estudos eram considerados ilegais pelos nazistas, mas os médicos judeus acreditavam que era essencial documentar o que acontecia ao corpo humano quando privado de alimentação por longos períodos. Heller era parte da equipe multidisciplinar composta por médicos judeus do gueto, estudando e documentando a fome em crianças.
Quando as deportações em massa do gueto começaram em julho de 1942, Heller tentou impedir a deportação de crianças do hospital. Depois que a área do gueto foi reduzida, o hospital foi realocado e as condições pioraram ainda mais. Muitos dos trabalhadores do hospital foram enviados para Treblinka e Heller foi forçado a escolher um grupo de trabalhadores que os alemães permitiram que permanecessem no gueto. Esta era uma tarefa moralmente impossível.

## Morte

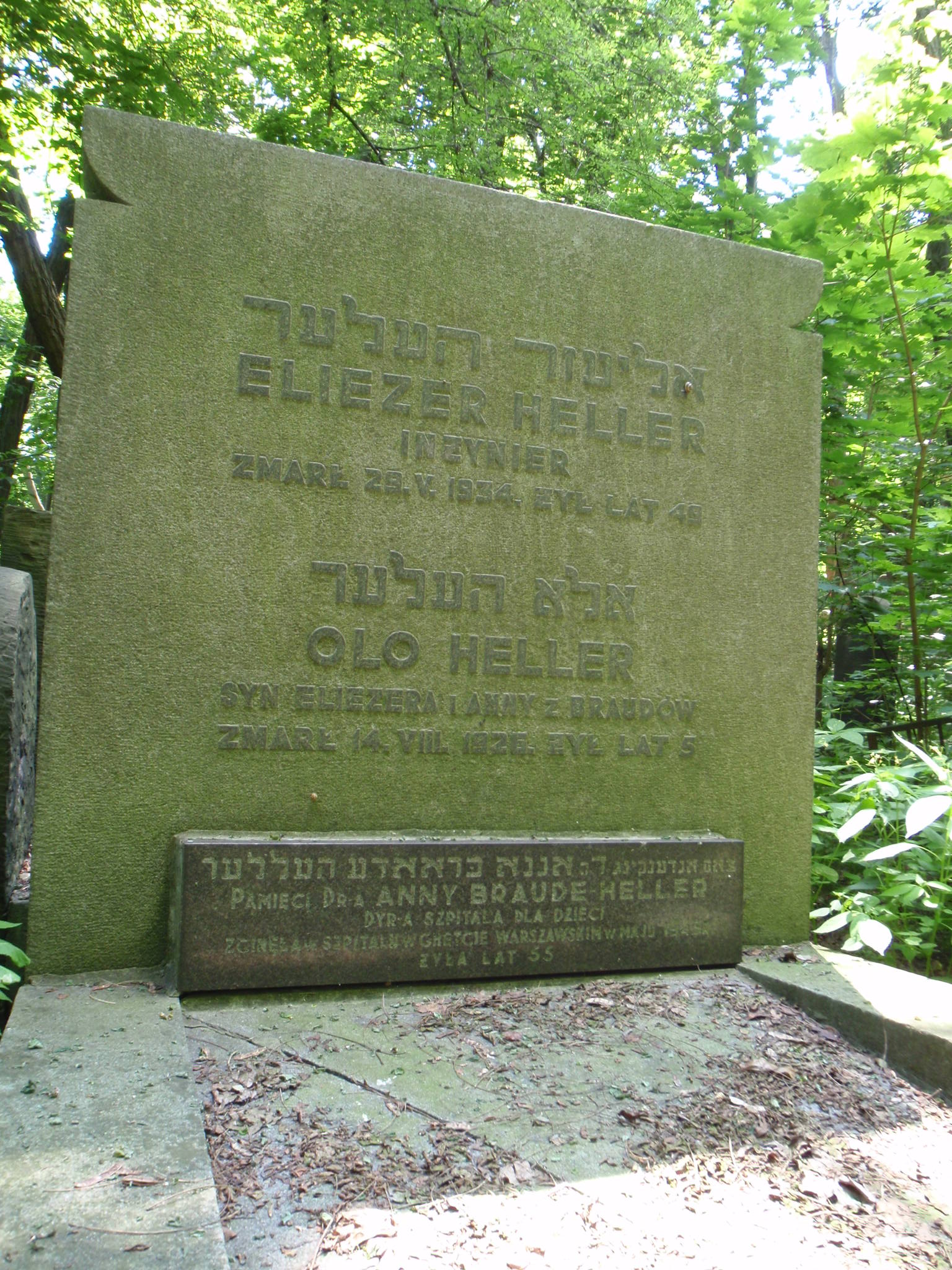
Lápide simbólica de Anna junto da sepultura do marido e do filho mais novo. Wirtualny Cmentarz, em Varsóvia

No outono de 1942 e novamente no inverno de 1943, Heller foi chamada por amigos de dentro e de fora do gueto a fugir para o lado ariano. Ela se recusou, pois teria que deixar seus pacientes sozinhos. Ela, no entanto, ajudou seu filho mais velho, que também era médico, e membros de sua família a chegarem em segurança no lado ariano. Sua irmã Juditha também passou para o outro lado, mas a própria Heller ficou no gueto. Juntamente com sua irmã, a também médica Roza Aftergut, cujo marido e filha foram enviados para Treblinka na deportação em massa, Heller, então com 55 anos, morreu em algum momento do dia 19 de abril de 1943. Não se sabe se ela morreu carbonizada no bunker onde se escondeu com sua irmã e amigos, ou se foi assassinada pelos soldados alemães quando saiu do abrigo em chamas.

## Vida pessoal
Em 1916, Heller se casou com o engenheiro Eliezer Heller (1885–1954), e precisou deixar o trabalho no hospital. O casal teve dois filhos, o mais velho, Ari Leon (1917-2008), que também tornou-se médico e trabalhou com a mãe no gueto, e o mais novo, Olum "Olo" (1921–1926). Ari Leon imigrou para a Suécia, onde trabalhou no Instituto Karolinska até sua morte em 2008 em Estocolmo. Olum morreu em 1926, provavelmente por escarlatina, e seu marido Eliezer morreu devido a complicações cirúrgicas em 1934, aos 49 anos.

## Legado
Após o Holocausto, uma placa comemorativa em homenagem a Heller foi erguida no Cemitério Judeu, na rua Okopowa, na lápide conjunta de seu marido e filho mais novo. Em abril de 2001, em uma parede onde antes ficava o Bersohn and Bauman Children's Hospital, uma placa semelhante foi inaugurada.